# Gardere
Gardere est une communauté non constituée en municipalité et une census-designated place de la paroisse de Baton Rouge Est, en Louisiane, aux États-Unis. 